# ポール・カガメ

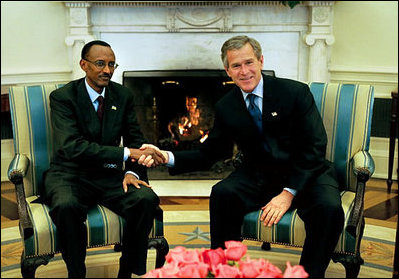
カガメとジョージ・W・ブッシュ（2003年）

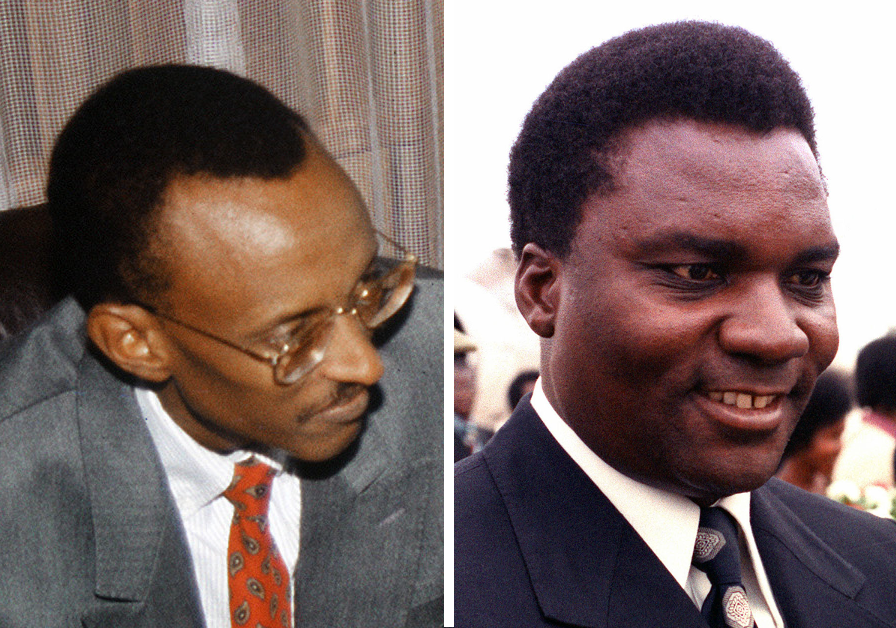
ルワンダ内戦時の構図。左が愛国戦線を指揮するカガメで、右は政府の頂点に君臨するジュベナール・ハビャリマナ。

ポール・カガメ（Paul Kagame, 1957年10月23日 - ）は、ルワンダの政治家、軍人。現在、同国大統領で、ルワンダ愛国戦線の最高指導者。ツチ系。

## 経歴
ベルギー領ルアンダ＝ウルンディのギタラマ県ルハンゴ出身。
少数派のツチが権力を掌握していたルワンダでツチとベルギー当局との関係悪化に伴い1960年に多数派のフツが万聖節の騒乱を起こし、カガメは家族と共にウガンダ西部トロのカフンゲ難民キャンプで過ごし、ナタレ学園で学んだ。1979年にヨウェリ・ムセベニ率いる国民抵抗運動/軍 (NRM/A) に参加しウガンダのオボテ独裁政権の打倒を目差してゲリラ闘争を行う。1986年にオボテに代わったティトー・オケロを逐ってムセベニ政権が誕生すると、カガメは国民抵抗軍（勝利により事実上のウガンダ軍となる）の情報部長官に就任し、公的にも一時ムセベニ大統領の側近となった。
1990年10月、ウガンダに拠点を置く反政府ゲリラ組織ルワンダ愛国戦線 （RPF）がルワンダを越境攻撃し北部を制圧。その頃カガメは米国レブンワース基地のアメリカ陸軍指揮幕僚大学で軍事訓練を受け、後にRPF最高司令官となる。当時のジュベナール・ハビャリマナ政権をフランス、ベルギーなどが支援し、戦闘は膠着状態に。長期に渡る和平交渉を経て、1993年に和平が成立。しかし1994年にハビャリマナ大統領と隣国ブルンジのンタリャミラ大統領が搭乗する航空機が撃墜され死亡すると（ハビャリマナとンタリャミラ両大統領暗殺事件）、政府軍及びフツ強硬派民兵インテラハムウェによるツチなどへのジェノサイドが発生、推計で約80万人が死亡した。するとカガメ率いるRPFはツチ保護を名目に全土を制圧し、フツのパストゥール・ビジムングを大統領とする新政権を発足。カガメは副大統領兼国防相に就任し、事実上政権を掌握し、軍事的にも同国に強大な影響力を保った。
1998年2月、カガメは正式にRPFの代表となり、2000年にビジムング大統領が辞任したことを受け、副大統領であったカガメが同年3月24日に暫定政権大統領に就任、4月22日に正式な大統領となった。2003年8月25日に1994年以来はじめて実施された大統領選挙にて約95%の得票率で当選し、同年9月12日に就任した。2010年の大統領選挙でも得票率93.08%の圧勝で再選されている。2015年には憲法172条の改正により2034年まで大統領職にとどまることが可能となった。2017年8月4日の大統領選挙では中国などからの投資を積極的に受け入れて「アフリカのシンガポール」「アフリカの奇跡」とまで呼ばれる順調な経済成長を背景に得票率98.70％の圧勝で3選。2018年度のアフリカ連合議長を務め、アフリカ大陸自由貿易協定の設立を主導した。2024年7月15日の大統領選挙ではカガメを批判する候補者8人が立候補届け出の時点で失格にされた上で執行され、得票率99.18％で4選された。
一方、反体制派への弾圧を行うなど自らの権力基盤を強化するその手法は独裁者であるとの批判も出ている。

## 政治姿勢
ルワンダ共和国第5代大統領で、ツチ人。カガメの統治は権威主義的であるとしばしば批判され、人権団体はカガメの政治姿勢を政治的弾圧だと非難している。外国観察者によるこの政権に対する全体的な意見はまちまちだが、彼は大統領として国家発展を優先（所謂開発独裁と呼ばれる手法）し、医療、教育、経済成長などの主要指標の発展につながるプログラムを立ち上げた。

### 経済
ルワンダ経済はカガメ大統領政権下で急速に成長し、一人当たり国内総生産（購買力平価）は2000年の631ドルに対し、2020年には2,214ドルと推定され、2000年から2020年の年間成長率は7%であった。カガメの経済政策は、経済の自由化、企業のお役所仕事の削減、そして国を農業経済から知識ベースの経済に変えることに基づいている。「ルワンダが1960年以来のシンガポールの経済発展を模倣できると信じている」と述べたカガメは、「国家ビジョン2050（英語版）」政策に示されているように、ルワンダが2035年までに上位中所得国になれると信じており、2050年までに高所得国になると推定されている。
一方で、ルワンダがコンゴ民主共和国の鉱物を搾取しているとの批判も相次いだ。政治経済研究者のステファン・マリスは、1999年時点でルワンダの産業における6.1%がコンゴ民主共和国での不法資源採掘によるものであると推定した。
ルワンダは天然資源がほとんど存在しない国であり、経済は自給自足の農業に大きく依存しており、労働人口の90％が農業に従事している。カガメ大統領の下で、サービス部門は力強く成長した。2010年には国のGDPの43.6％を生み出し、経済生産高で国内最大の部門となり、経済成長に貢献。主な第三次産業の貢献者には、銀行と金融、卸売、小売業、ホテル、レストラン、輸送、通信、保険、不動産、ビジネスサービス、教育と保健を含む行政が含まれる。情報通信技術（ICT）はビジョン2020の優先事項であり、ルワンダを「アフリカのICTハブに変える」という目標を掲げている。
この目的を達成するために、政府はブロードバンド・サービスの提供と電子商取引の促進を目的として2,300キロメートル (1,400マイル) の光ファイバー通信ネットワークを完成させた。また、観光業も最も急速に成長している経済資源の一つであり、2011年には国内最大の外貨獲得源となった。

## 脚註
1. ↑  “PERSONAL PROFILE”.   Official Website of the Government of Rwanda. 2008年5月1日閲覧。
2. ↑  "President attends Ntare School day", State House, Repubric of Uganda, 2004年9月18日。
3. ↑  “Rwanda: Kagame Free to Rule Till 2034”.   AllAfrica.com. 2016年6月24日閲覧。
4. ↑  Gasore, Ben (15 May 2013). "Rwanda, China strengthen ties". The New Times.
5. ↑  BBC News (XVI) (11 October 2009). "China praised for African links"
6. ↑  “BOOM TOWN: KIGALI’S CHINESE INVESTMENT”. African Sentinel. (2014年1月10日) 2018年10月21日閲覧。
7. ↑  “大虐殺乗り越え「アフリカのシンガポール」へ、ルワンダの首都キガリ”.  AFPBB (2010年8月25日). 2019年7月13日閲覧。
8. ↑  NHKスペシャル『アフリカンドリーム　第1回　“悲劇の国”が奇跡を起こす』2010年4月4日
9. ↑  “ルワンダ大統領が圧勝　選挙暫定結果、９８％超得票”. 産経新聞. (2017年8月5日) 2017年8月7日閲覧。 {{cite news}}: |work=、|newspaper=引数が重複しています。 (説明)⚠
10. ↑  “The Largest Free Trade Deal in Nearly a Quarter-Century Seeks to Make Africa a Single Market”.  フォーチュン (2019年5月25日). 2019年7月13日閲覧。
11. ↑  “Rwanda's President Kagame re-elected in a landslide”. ロイター. (2024年7月18日) 2024年7月18日閲覧。
12. ↑  “Paul Kagame: Rwanda's redeemer or ruthless dictator?”.  デイリー・テレグラフ. 2016年6月24日閲覧。
13. ↑  Cassimon, D.; Essers, D.; Renard, R.; Verbeke, K. (2013), Aid Flows, Elsevier, pp. 81–102 2023年7月28日閲覧。
14. ↑  Roscoe, J. (1908). “74. Nantaba, the Female Fetich of the King of Uganda.”. Man 8:  132. doi:10.2307/2839653. ISSN 0025-1496.